# Natàlia Pogónina
Natàlia Andréievna Pogónina (en rus: Ната́лья Андре́евна Пого́нина; Vladivostok, 9 de març de 1985) és una jugadora d'escacs russa que té el títol de Gran Mestre Femení des del 2004. Fou subcampiona del món femenina el 2015.
Pogónina formà part de l'equip rus que obtingué la medalla d'or a l'Olimpíada femení de 2012 i 2014, i a l'equip europeu femení de 2011.
A la llista d'Elo de la FIDE del desembre de 2021, hi tenia un Elo de 2472 punts, cosa que en feia la jugadora número 6 (en actiu) de Rússia, i la número 24 del rànquing mundial femení. El seu màxim Elo va ser de 2508 punts, a la llista del juliol de 2014 (posició 815 al rànquing mundial absolut).

## Resultats destacats en competició

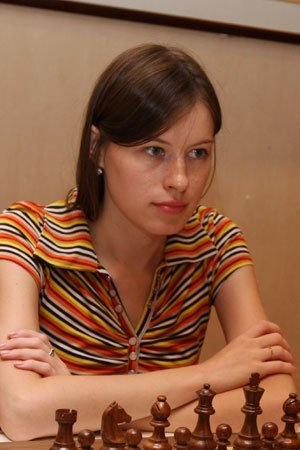
Natàlia Pogónina, el 2008

Pogónina aprengué a jugar escacs a l'edat de cinc anys quan el seu avi li va ensenyar les regles bàsiques del joc. Després de guanyar a l'escola un torneig de dames, des de 1993 ha estat estudiant escacs.
El 1998 fou campiona de Rússia sub-14 femení. Guanyà dues medalles d'or al Campionat d'Europa de la Joventut, a la categoria Sub16 femení el 2000 i Sub18 femení el 2003. El 2004, aconseguí el títol de Gran Mestre Femení. Altres resultats destacats inclou guanyar el Memorial Bíkova el 2005, el Memorial Rudenko el 2007, la medalla de bronze a Torneig Nord Urals i empatar pel primer lloc al Campionat del món femení universitari el 2008.
El 2008 va guanyar la medalla d'or en escacs llampec per equip i la medalla de bronze en escacs ràpids per equips als primers Jocs esportius mentals del món a Pequín i puntuar 6/7 en el 5è tauler per l'equip rus femení l'Olimpíada d'escacs. Va acabar primera (amb 8 punts de 9 partides) al prestigiós Obert de Moscou de 2009, i guanyà la medalla de bronze al Campionat Individual d'Europa femení de 2009. El 2011 guanyà les medalles d'or a la Copa d'Europa de Clubs i al Campionat d'Europa per equips femenins, així com la plata aconseguida al Campionat del món per equips femení. L'agost de 2012 guanyà el Campionat de Rússia femení amb una puntuació de +4 =5 -0.
El 2012 jugà vuit de les onze rondes en el tauler de reserva (tauler 5) per la selecció femenina russa, que guanyà la medalla d'or a la 40a Olimpíada d'escacs a Istanbul. Va fer una puntuació de +6=1-1 i guanyà la medalla d'or per la seva actuació individual al tauler 5. A finals del 2013 va jugar el Campionat d'Europa per equips al tercer tauler de la selecció russa. Hi va puntuar 4.5/7 i l'equip rus va guanyar la medalla d'argent. El 2014 jugà per la selecció femenina russa i guanyà una altra medalla d'or a la 41a Olimpíada d'escacs a Tromsø.
L'abril de 2015, va contribuir a que Rússia guanyés l'argent al Campionat del món femení per equips, puntuant 4.5/7 al tercer tauler. El juliol del mateix any, va prendre part a la 9ena edició del matx Xina-Rússia a Ningbo, i hi va puntuar 4/10 a les ràpides i 2/5 a les partides a ritme clàssic.
Va jugar la final del Campionat del món femení de 2015 on perdé davant de Maria Muzitxuk.
El desembre de 2017, fou segona a la Superfinal russa, després de perdre contra Aleksandra Goriàtxkina en el desempat a partides ràpides.
El setembre 2018 a Satka es proclamà per segon cop en la seva carrera campiona femenina de Rússia, en vèncer Olga Girya al play-off de desempat.